# 谢里登 (纽约州)
谢里登（英語：Sheridan）是位于美国纽约州肖托夸县的一个镇，地处肖托夸县北端、敦刻尔克以东，北靠伊利湖。2010年美国人口普查时，该镇有2673人。最初的定居者于1804年左右到达这里。1827年，谢里登镇从汉诺威镇与庞弗里特镇分出，正式建立。